# 콜롬비아 대통령
콜롬비아 공화국의 대통령(스페인어: Presidente de la República de Colombia)은 1819년 2월 15일부터 시작되었다. 초대 대통령은 시몬 볼리바르이다. 임기는 4년 중임제이며 1번 중임은 가능하고 최대 임기는 8년이다. 현직 대통령은 구스타보 페트로이며, 2022년 8월 7일에 취임하였다.

## 같이 보기
- 콜롬비아의 부통령(영어판)